# Клейн, Даниил
Даниил Клейн (лит. Danielius Kleinas; 30 мая 1609, Тильзит — 28 ноября 1666, там же) — немецко-литовский пастор, филолог и переводчик, духовный писатель XVII века, жил в Тильзите.

## Биография

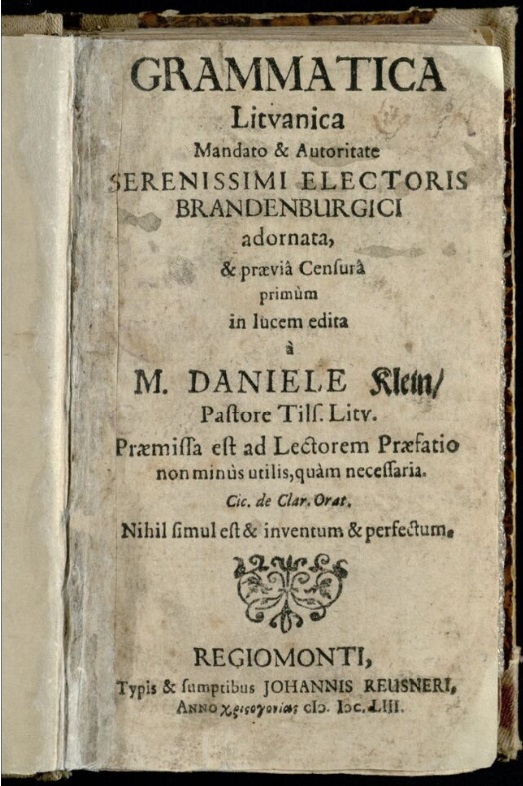
Grammatica Litvanica

Даниил Клейн родился в Тильзите, там же окончил школу. В 1627—1636 годах учился в Кёнигсбергском университете (Альбертина). С 1637 года служил пастором в Тильзите.
Написал и опубликовал в 1653 году в Кёнигсберге первую грамматику литовского языка на латинском языке «Grammatica Litvanica», в которой был систематически описан грамматический строй литовского языка и предпринята попытка установить нормы литературного литовского языка того времени. Труд имел большое значение для развития литовского языка и его изучения, например, Клейн ввел в литовский язык отличительную букву Ė. На него опирались авторы других грамматик литовского языка, выпущенных в XVIII веке в Восточной Пруссии. В 1654 году был издан труд «Grammatica Litvanico-Germanicum…».
Подготовил и в 1666 году выпустил «Naujos Giesmių knygos», исправленный перевод немецких протестантских духовных песнопений на литовском языке (2-е издание вышло в 1685 году, 3-е — в 1705 году). В дополнение к нему прилагался молитвенник — первый печатный литовский молитвенник, состоящий из 229 песен, многие из которых Клейн написал сам. Это издание, переиздававшееся много раз, дало Клейну славу одного из первых литовских духовных поэтов и преобразователя литовского языка. Кроме того, Клейн выпустил немецко-русский словарь.
Клейн хорошо знал немецкий, греческий, латинский, литовский, сирийский, еврейский и арабский языки.